# شرط‌بندی برتر
شرط‌بندی برتر (به چینی: 賭霸 translation ترجمه تحت‌اللفظی: Queen of Gambling) یک فیلم سینمایی هنگ کنگی در ژانر کمدی محصول سال ۱۹۹۱ میلادی به کارگردانی جفری لائو و کری یوئن است.

## بازیگران[۲][۳][۴]
- آنیتا موی به عنوان مه، خواهر بزرگتر سینگ
- کارول چنگ به عنوان فانی، ملکه قمار
- نگ مان-تات به عنوان بلکی تات / سام سوک (دایی ۳)
- ساندرا نگ به عنوان پینگ
- لوول لو به عنوان تای
- پل چون به عنوان هونگ کونگ
- جفری لائو به عنوان چان چونگ
- کری یوئن به عنوان فیشی شینگ
- بووی وو به عنوان داور مسابقه قماربازی
- دیان لام به عنوان قاتل اجیر شده Kwong
- یوئن وا به عنوان سیفو وو لون لو (کومو)
- استفان چو به عنوان آواز خواندن (کومئو)
- مرد شارلا چونگ (goto؛ فیلم بایگانی)
- آنجلینا لو به عنوان عمه لوک
- لاو شون به عنوان ییم چون
- ایلین قانون سوئت لینگ به عنوان خبرنگار بانوی چاق
- Sze Mei-Yee به عنوان مفسر رقابت
- Lo Hung به عنوان اولین رقیب Fanny است
- هو هو دانگ به عنوان مرد برادر شاو
- جیمسون لام وا فن به عنوان محافظ چانگ
- بنابراین وای نام به عنوان محافظ چانگ
- دیکنز چان وینگ چونگ به عنوان تونی
- وونگ یینگ کیت به عنوان پزشک
- میوه چان گو به عنوان تماشاگر
- ریکو چو تاک-اون به عنوان مدیر سالن دومینیک
- Hui Sze-Man به عنوان مشتری سالن دومینیک
- چان گینگ به عنوان سارق در سالن دومینیک
- لی یینگ گیت به عنوان سارق
- الکساندر چان مونگ واه به عنوان قمارباز
- بنی تسه چی وا به عنوان فروشنده بستنی